# Clemente Rojas
Clemente Rojas est un boxeur colombien né le 1er septembre 1952 à Cartagena del Chairá.

## Carrière
Il remporte aux Jeux olympiques d'été de 1972 à Munich la médaille de bronze dans la catégorie poids plumes.

## Palmarès

### Jeux olympiques
- Médaille de bronze en -57 kg aux Jeux de 1972 à Munich, Allemagne